# Serie B de Chile 1938
Serie B de Chile 1938 var den fjärde säsongen av Serie B de Chile, föregångaren till Primera B de Chile. Totalt deltog elva lag i serien och alla lagen mötte varandra en gång vardera, vilket gav tio matcher totalt per lag. Metropolitano vann serien före Santiago National.

## Tabell
Antal gjorda och insläppta mål är okänt för alla lag, därför står enbart nollor i de kolumnerna.
| Lag                    | S  | V | O | F | GM | IM | MS | P  |
| ---------------------- | -- | - | - | - | -- | -- | -- | -- |
| Metropolitano          | 10 | 9 | 0 | 1 | 0  | 0  | 0  | 18 |
| Santiago National      | 10 | 9 | 0 | 1 | 0  | 0  | 0  | 18 |
| Universidad Católica   | 10 | 6 | 0 | 4 | 0  | 0  | 0  | 12 |
| Green Cross            | 10 | 4 | 1 | 5 | 0  | 0  | 0  | 9  |
| Unión Española B       | 10 | 4 | 1 | 5 | 0  | 0  | 0  | 9  |
| Magallanes B           | 10 | 4 | 1 | 5 | 0  | 0  | 0  | 9  |
| Universidad de Chile B | 10 | 2 | 4 | 4 | 0  | 0  | 0  | 8  |
| Santiago Badminton B   | 10 | 2 | 4 | 4 | 0  | 0  | 0  | 8  |
| Santiago Morning B     | 10 | 3 | 1 | 6 | 0  | 0  | 0  | 7  |
| Colo-Colo B            | 10 | 2 | 2 | 6 | 0  | 0  | 0  | 6  |
| Audax Italiano B       | 10 | 1 | 2 | 7 | 0  | 0  | 0  | 4  |

## Källa
Den här artikeln är helt eller delvis baserad på material från spanskspråkiga Wikipedia.